# Hippolyte Prudhon
Hippolyte Prudhon est un homme politique français né le 30 avril 1832 à Decazeville (Aveyron) et décédé le 31 mai 1899 à Mâcon (Saône-et-Loire).

## Biographie
Ouvrier mécanicien sur la ligne de chemin de fer Lyon-Paris, il réside à Mâcon. Conseiller municipal, puis adjoint, il est député de Saône-et-Loire de 1885 à 1889, inscrit au groupe de la Gauche radicale et au groupe ouvrier.

## Sources
- « Hippolyte Prudhon », dans Adolphe Robert et Gaston Cougny, Dictionnaire des parlementaires français, Edgar Bourloton, 1889-1891 [détail de l’édition]